# Красная книга Калмыкии
Красная книга Республики Калмыкия — официальный документ, аннотированный список редких и находящихся под угрозой исчезновения животных, растений и грибов Республики Калмыкия. Перечни (списки) объектов животного и растительного мира, занесенных в Красную книгу Республики Калмыкия утверждён Постановлением Правительства Республики Калмыкия от 13 декабря 2010 г. № 387. В Красную книгу Калмыкии включено 147 видов (подвидов) животных и 286 видов (подвидов) растений и грибов.
Категории статуса редкости таксонов установлены в соответствии со шкалой оценки статуса животных Методических рекомендаций по ведению Красной книги субъекта Российской Федерации, разработанных ФГУ «Всероссийский научно-исследовательский институт охраны природы»

## Шкала оценки статуса животных
0 — Вероятно исчезнувшие. Практически исчезнувшие таксоны и популяции, известные ранее на территории (акватории) субъекта Российской Федерации, сведения о единичных встречах которых имеют 25—50-летнюю давность.
1 — Находящиеся под угрозой исчезновения. Таксоны и популяции, численность особей которых уменьшилась до критического уровня таким образом, что в ближайшее время они могут исчезнуть, а также:
- таксоны и популяции, практически исчезнувшие, но отдельные встречи особей в природе известны в последние 25 лет;
- таксоны и популяции, не испытывающие угрозы исчезновения, но в силу чрезвычайно низкой численности и/или узости ареала или крайне ограниченного числа местонахождений находятся в состоянии высокого риска утраты.

2 — Сокращающиеся в численности. Таксоны и популяции с неуклонно сокращающейся численностью, которые при дальнейшем воздействии факторов, снижающих численность, могут в короткие сроки попасть в категорию находящихся под угрозой исчезновения.
3 — Редкие. Таксоны с естественной низкой численностью, встречающиеся на ограниченной территории (или акватории) или спорадически распространенные на значительных территориях (или акваториях), для выживания которых необходимо принятие специальных мер охраны.
4 — Неопределенные по статусу. Таксоны и популяции, которые, вероятно, относятся к одной из предыдущих категорий, но достаточных сведений об их состоянии в природе в настоящее время нет, либо они не в полной мере соответствуют критериям всех остальных категорий.
5 — Восстанавливаемые и восстанавливающиеся. Таксоны и популяции, численность и распространение которых под воздействием естественных причин или в результате принятых мер охраны начали восстанавливаться и приближаются к состоянию, когда не будут нуждаться в срочных мерах по сохранению и восстановлению.

## Шкала оценки статуса растений и грибов
1 — Находящиеся под угрозой исчезновения:
- таксоны, численность особей которых уменьшилась до такого уровня или число их местонахождений настолько сократилось, что в ближайшее время они могут исчезнуть;
- таксоны и популяции, практически исчезнувшие, но отдельные встречи особей в природе известны в последние 25 лет;
- таксоны и популяции, не испытывающие угрозы исчезновения, но в силу крайне низкой численности и/или узости ареала или крайне ограниченного числа местонахождений находятся в состоянии высокого риска утраты.

2 — Сокращающиеся в численности. Таксоны с неуклонно сокращающейся численностью, которые при дальнейшем воздействии факторов, снижающих численность, могут в короткие сроки попасть в категорию находящихся под угрозой исчезновения;
- таксоны, численность которых сокращается в результате изменения условий существования или разрушения местообитаний;
- таксоны, численность которых сокращается в результате чрезмерного использования их человеком и может быть стабилизирована специальными мерами охраны (лекарственные, пищевые, декоративные и другие растения).

3 — Редкие. Таксоны с естественной низкой численностью, встречающиеся на ограниченной территории (или акватории) или спорадически распространенные на значительных территориях (или акваториях), для выживания которых необходимо принятие специальных мер охраны:
- узкоареальные эндемики;
- имеющие значительный ареал, в пределах которого встречаются спорадически и с небольшой численностью популяций;
- имеющие узкую экологическую приуроченность, связанные со специфическими условиями произрастания (выходами известняков или других пород, засоленными почвами, литоральными местообитаниями и др.);
- имеющие значительный общий ареал, но находящиеся в пределах России на границе распространения;
- имеющие ограниченный ареал, часть которого находится на территории (или акватории) России.

4 — Неопределенные по статусу. Таксоны, которые, вероятно относятся к одной из предыдущих категорий, однако достаточных сведений об их состоянии в природе в настоящее время нет, либо они не в полной мере соответствуют критериям других категорий, но нуждаются в специальных мерах охраны.
5 — Восстанавливаемые и восстанавливающиеся. Таксоны, численность и область распространения которых под воздействием естественных причин или в результате принятых мер охраны начали восстанавливаться и приближаются к состоянию, когда не будут нуждаться в специальных мерах по сохранению и восстановлению.